# Nachtverhaal
Nachtverhaal is een Nederlandstalige jeugdroman, geschreven door Paul Biegel en uitgegeven in 1992 bij Uitgeverij Holland in Haarlem. De eerste editie van het boek, dat in 1993 werd bekroond met een Gouden Griffel werd geïllustreerd door Charlotte Dematons; het kaftontwerp is van de hand van Lidia Postma.

## Inhoud
Tijdens een nachtelijke storm krijgt een kabouter bezoek van een fee met een gebroken vleugel, die hem om onderdak vraagt. Hoewel de kabouter in eerste instantie niets met haar te maken wil hebben en hoopt dat ze zo snel mogelijk vertrekt, blijkt het verhaal dat ze hem vertelt over haar leven zo spannend te zijn dat hij haar elke dag weer toestaat te blijven, om hem 's avonds een nieuw verhaal te kunnen vertellen. Hij raakt zo gefascineerd door de fee dat hij alles om zich heen vergeet, zelfs zijn vrienden.